# Wili Jønsson
Wili Jønsson (født 27. marts 1942 på Amager) er dansk bassist, keyboardspiller og korsanger, der især er kendt for tiden som bassist med Gasolin', hvor han af især Kim Larsen blev kaldt "den skeløjede halvsvensker". Han har også spillet i mange andre konstellationer, blandt andet med Sort Sol (band), Sanne Salomonsen og med Peter Belli. Modtog i 2008 Ken Gudman Prisen for sin fem årtier lange musikalske karriere. I 2009 deltog Wili Jønsson i TV2 programmet Allstars, som en del af kollegaen – forsanger fra Sort Sol – Steen Jørgensens kor.

## Orkestre
- Peter Belli og Seven Sounds
- The Exploding Mushrooms
- Gasolin'
- Swing Jørgen
- Dag Band
- Frede Fup
- Sanne Salomonsen band
- Sorte Penge
- Peter Belli og de nye rivaler
- Allan Olsen Band
- Poulin og de lidt brugte
- Bolværket

Fra 1996 med i TYG.
Har desuden været brugt som studiemusiker.

## Hæder
- Ken Gudman Prisen 2008